# Jehuda Löb Aach
Jehuda Löb Aach (auch Juda Löb Aach, Löb Aach; geb. ca. 1750 in Trier; gest. 21. Juli 1820 in Hechingen, Hohenzollern-Hechingen) war ein Rabbiner, Mohel und Leiter der Jeschiwa in Hechingen.
Aach besuchte als Schüler die von Ezechiel Landau gegründete Jeschiwa in Prag. Danach war er zunächst als Unterrabbiner in Kurtrier tätig und 1775 als Rabbiner in Gailingen. Löb Aach wurde 1776 Nachfolger des Rabbiners David Dispeck in Hechingen, nachdem dieser sein Amt wegen Gemeindezwistigkeiten niedergelegt hatte. Bis dahin hatte der Privatmann Abraham Beil den Rabbiner in Hechingen vertreten. Löb Aach wurde Hausrabbiner der Hoffaktorenfamilie Kaulla in Hechingen, dank deren Einsatz er am 28. Dezember 1784 zum hohenzollerischen Landesrabbiner ernannt wurde. Durch Vertrag vom 27. Februar 1785 wurde Löb Aach von der Gemeinde mit 90 Florentinern Gehalt aufgenommen. Später wurde sein Jurisdiktionsbereich auf die Gemeinden Haigerloch und Dettensee im Nachbarstaat Hohenzollern-Sigmaringen ausgedehnt. Zusätzlich leitete er seit 1803 die von Jakob Kaulla in Hechingen gestiftete Beth Midrasch. Um 1818 wurde ihm die Gerichtsbarkeit entzogen.
Löb Aach wurde wie seine vor ihm verstorbene Frau Jocheved-Breindel auf dem Jüdischen Friedhof von Hechingen im Grab Nr. 459 beigesetzt.